# Fritz Ligges
Fritz Ligges, född den 29 juli 1938 i Unna i Tyskland, död 21 maj 1996 i Herbern, var en tysk och därefter västtysk ryttare.
Han tog OS-guld i lagtävlingen i hoppning i samband med de olympiska ridsporttävlingarna 1972 i München.